# Acanthella vaceleti
Acanthella vaceleti är en svampdjursart som beskrevs av van Soest och Stentoft 1988. Acanthella vaceleti ingår i släktet Acanthella och familjen Dictyonellidae.
Artens utbredningsområde är havet kring Barbados. Inga underarter finns listade i Catalogue of Life.